# Uilentoren
De Uilentoren, oorspronkelijk Pyramide Lombok geheten, is een folly en uitkijktoren in de gemeente Utrechtse Heuvelrug in de Nederlandse provincie Utrecht. De toren staat aan de noordkant van Leersum op een pleintje aan het uiteinde van de Lomboklaan waar de Groenoordlaan op uitkomt. De toren staat op het hoogste punt van de Lombokheuvel en behoorde vroeger tot het landgoed Lombok. Op de Lombokheuvel staat nog een andere folly: een tuinkoepel van dezelfde architect en identiek bouwjaar, die zich 250 meter ten zuidwesten van de Uilentoren bevindt op perceel Lomboklaan 35.
Naar het westen ligt op ongeveer een halve kilometer de Donderberg met Graftombe van Nellesteyn.

## Geschiedenis
In 1904 werd naar het ontwerp van architect J. Pothoven Azn. in opdracht van deurwaarder H.G. van Dam uit Wijk bij Duurstede deze toren gebouwd. Hij had een heideterrein aangekocht waarop hij de toren en de nabij gelegen koepel liet bouwen. De beide bouwwerken stonden op het landgoed Lombok dat tegenwoordig verdwenen is.
Sinds 1926 is de toren gemeentelijk bezit; aanvankelijk van Leersum, sinds 2006 van de fusiegemeente Utrechtse Heuvelrug. De koepel is privébezit.

## Opbouw
De uitkijktoren bestaat uit een vierkante sokkel waarop een platform gelegen is die via een klein trapje bereikbaar is. Het is aan de west- , zuid- en oostzijde opengewerkt met een rondboog die steunen op vierkante pijlers. Aan de zuidzijde heeft de rondboog een sluitsteen met mascaron. De zwikken hebben een eenvoudige vlakvulling. Daarboven bevindt zich een fries met een uitkragende lijst.
Op de hoeken van de toren zijn vier uilen aangebracht, waaraan de toren zijn huidige naam heeft ontleend. Een van de vier uilen op de toren is sinds 1966 een replica. De zoekgeraakte originele uil is echter in 2012 teruggevonden en in 2018 op een sokkel naast de toren geplaatst.

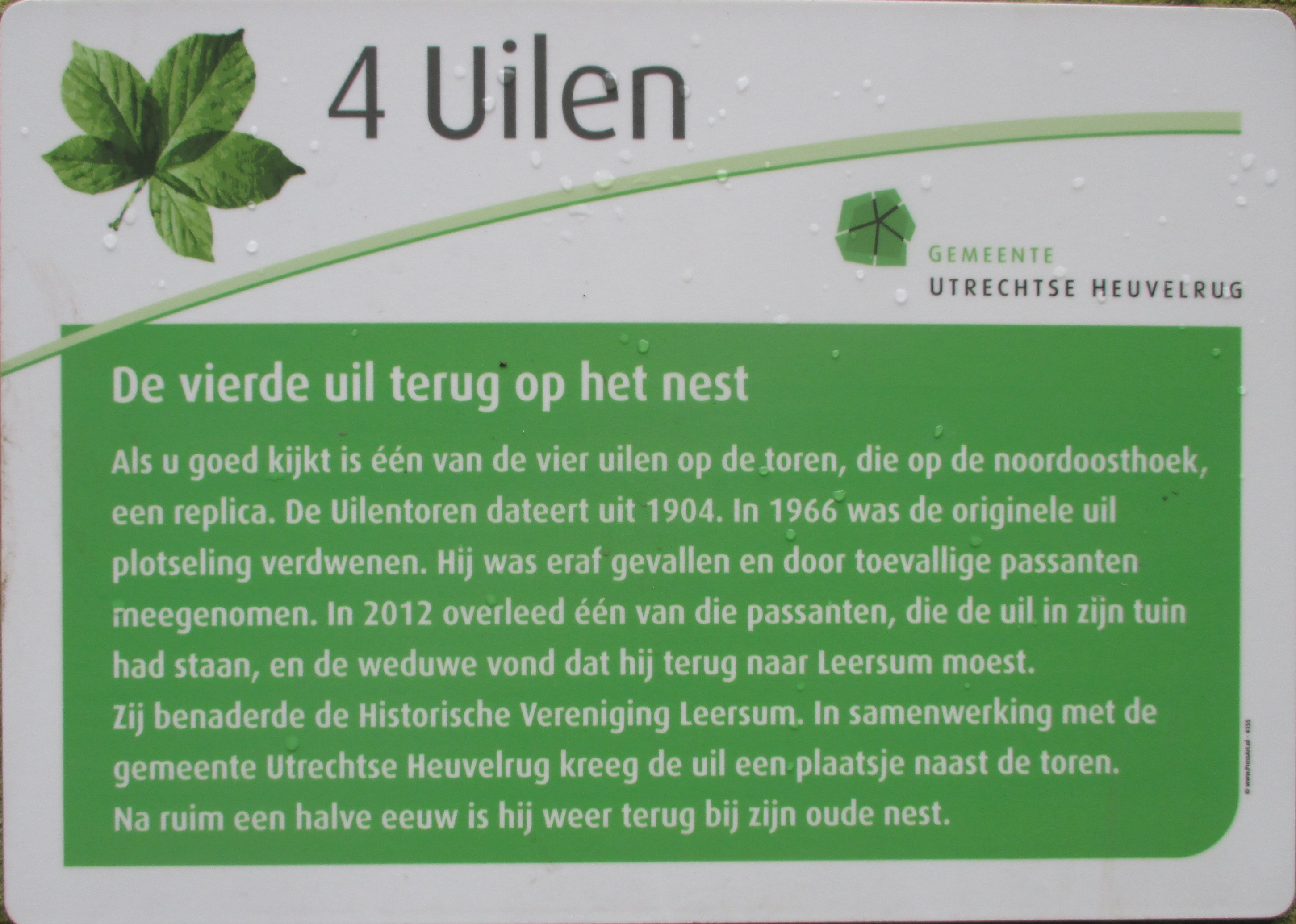
Plaquette met uitleg over de in 2012 teruggevonden originele vierde uil

De toren is opgetrokken in baksteen en afgewerkt met kiezelcement.

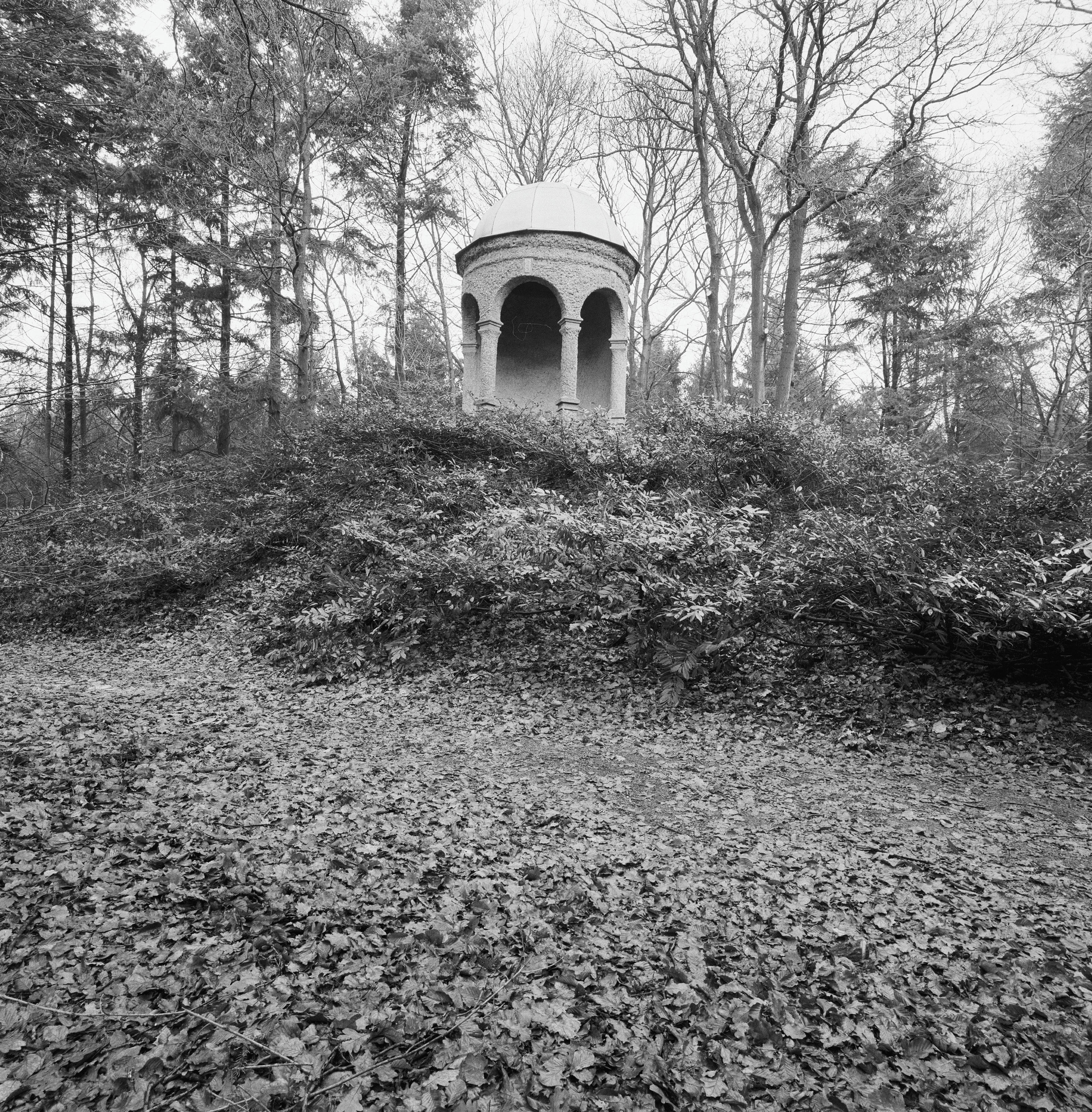
Tuinkoepel nabij de Uilentoren